# La muerte de una princesa
La muerte de una princesa (Death of a Princess) es una película documental británica de 1980, producida por ATV, en cooperación con WGBH en Estados Unidos. El argumento se basa en la historia verídica de la joven princesa Masha'al, de Arabia Saudita y su amante que fueron ejecutados públicamente acusados de adulterio. La presentación que se hace en la película de las costumbres de Arabia Saudita hizo que varios gobiernos se opusieran a su exhibición, bajo amenaza de los sauditas de que ello tendría un impacto negativo sobre el comercio.